# Lollobrigida Girls
Lollobrigida Girls, poznate i kao Duo Lollobrigida, VIS Lollobrigida ili samo Lollobrigida, je hrvatski ženski electro-pop sastav. Od 2008. nadalje članovi VIS Lollobrigida su i tri Slovenca (Kleemar, David, Jernej) pa je time sastav postao hrvatsko-slovenski.

## Članovi Lollobrigide
- Ida Prester, Petra Cigoj (vokal)
- Jernej Šavel, Kleemar (Matej Končan), Marko Turkalj, Ivan Levačić Levi

## Rana povijest
Glazbeno ishodište sastava Lollobrigida je demo-CD iz 2003. kojeg je autorica Ida Prester tada podijelila određenom broju pripadnika zagrebačke underground/alternativne glazbene scene. Na tom demo-uratku, tipičnom proizvodu Lo-Fi glazbene estetike, autorica glazbe i tekstova Ida Prester ujedno izvodi sve instrumentalne i vokalne dionice. Žanrovski, glazba s demo-CD-a, pa i kasnije objavljenih albuma, pripada svijetu electro-popa/synthpopa. Usprkos svim tehničkim i interpretativnim manjkavostima, nekim kritičarima, uočavajući draž nepatvorene iskrenosti, pjesme s demo CD-a sviđaju se više nego produkcijski dorađena izdanja istih pjesama na službenim albumima grupe Lollobrigida. Na demo CD-u nalazi se 11 pjesama od kojih su sve, osim "Igračke", "Tvoje riječi", "Motormouth" i "10 katova", objavljena na službenim albumima. U javnom izvođenju pjesama s demo CD-a Idi se pridružuje Natalija Dimčevski te nastupaju pod imenom Lollobrigida Girls.
Kao dvojac, Lollobrigida Girls imaju prvi veći javni nastup u lipnju 2003. u zagrebačkom KSET-u, kao predgrupa njemačkom trash-glazbeniku Mambo Kurtu, stvarajući odmah velik interes na zagrebačkoj underground glazbenoj sceni. U originalnoj postavi nastupaju Ida Prester i Natalija Dimčevski. U veljači 2004. prvi put nastupaju same i uspijevaju napuniti zagrebački Studentski centar; nakon toga potpisuju ugovor s izdavačkom kućom DOP Records/Menart.
U lipnju 2004. nastupaju na trećem Zagreb Prideu.
U rujnu 2004. izlazi im prvi singl "Party". Čestim pojavljivanjima na TV i radijskim postajama, kao i različitim tiskovinama (u magazinu "Elle" pojavile su se odjevene u odjeću skrojenu od plastičnih vreća za smeće), te drugim, blagdanskim singlom "Nesretan Božić", kao i nastupom na velikom koncertu Fiju Briju, uspijevaju održati interes javnosti do izlaska debitantskog albuma Cartoon Explosion u svibnju 2005. Album su djevojke i predstavile koncertom u zagrebačkom KSET-u, na kojem im je predgrupom bio ženski srpski hip-hop dvojac Bitcharke na travi.

## VIS Lollobrigida
U 2006. Lollobrigida mijenja sastav (odlazi Natalija), a donekle i scensko-glazbenu koncepciju. Napušta se računalom generirana matrica kao jedina glazbena podloga za vokale i uvode 'živi' instrumenti. Uz Idu Prester, osnivačicu i konstantu Lollobrigide, ostali članovi sastava se relativno često mijenjaju a imenu se dodaje prefix 'VIS'. Te godine VIS Lollobrigida započinje rad na novom albumu Lollobrigida Incorporated koji je svjetlo dana ugledao u svibnju 2008., promocijom u zagrebačkom klubu Tvornica.  U 2005. objavili su singl "Straight Edge" te popratni video-spot (režija Kristina Jeren). Iste godine objavljen je singl "Bubblegum boy" a potom, u 2006., i video-spot (režija Dalia Pintarić) emitiran na MTV-Adria i mnogim lokalnim TV-postajama. Iste godine objavljen i singl te video-spot "Moj dečko je gay" (također u režiji Dalie Pintarić). U 2008., prije objave novog albuma, objavili su singl (a potom i spot, režija Sašo Podgoršek) "Miss Right and Mr. Wrong" koji je zaposjeo prva mjesta na top-listama mnogih nacionalnih i lokalnih radio stanica u Hrvatskoj. U 2009., gotovo godinu dana nakon zadnjeg singla objavili su singl i spot za pjesmu "Volim Te" koji je režirao Filip Filkovic. Spot je emitiran na mnogim TV-postajama a na listi 'Pure MTV Adria Chart list' zaposjeo je prvo mjesto. U lipnju 2010. objavljen je singl "Bivša cura" a u listopadu 2010. Istoimeni spot u režiji Maide Srabović i Vedrana Štefana. Dana 7. ožujka 2011. na tv postaji MTV Adria premijerno je objavljen singl i spot "Kompjuter". Spot je režirao Mishel Kovačić. Spot singla "Sex on TV, sex on the radio" premijerno je prikazan 31. listopada na lokalnom MTV-u. Spot su režirali Timy Šarec i Ivan Badanjak. Spot "Ja se resetiram", za istoimenu pjesmu s albuma "Pilula", premijerno je prikazan 18. lipnja 2012. na portalu Index.hr. Spot su izradili sami članovi sastava Lollobrigida (Ida i Kleemar), a sniman je isključivo kamerom mobitela. Spot za singl "Pilula" s istoimenog albuma promoviran je 3.12.2012. ponovo na portalu Index.hr te istovremeno na MTV Adria. Video je snimljen u Beogradu (snimatelj i montaža Vladimir Miladinović), grad u koji se je u rujnu 2012. preselila Ida Prester. Spot singla "Stroboskop" s albuma "Pilula" promoviran je na MTV Adria 25.3.2013.
Tokom 2011. u brojnim interview-ima Ida Prester ističe rad članova Lollobrigide na novom, trećem, albumu. Album je najavljen singlovima i spotovima objavljenim 2011. te neposredno, nekoliko dana pred promocijom albuma, novim singlom "Malo vremena". Dana 21. siječnja 2012. album pod nazivom "Pilula" promoviran je koncertom u zagrebačkom klubu Tvornica. U ožujku 2013. glazbeni portal Popboks proglasio je, na temelji glasova svojih čitatelja, album "Pilula" najboljim regionalnim albumom u 2012.

## Glazbeno-scenski izraz
Tekstovi pjesama, glazba i scenski nastup podjednako su važni elementi Lollobrigidinog 'proizvoda'. Inzistirajući na iskrenosti i originalnosti uočljiv je odmak od uobičajenih glazbenih i tekstualnih stereotipa kao i svjesno odabrana žanrovska nedefiniranost. Za razliku od inzistiranja na iskrenosti, glazbenoj i općenito interpretativnoj perfekciji Lollobrigida ne posvećuje veliku pažnju ali zato inzistira na (auto)ironijskom odmaku, zabavnosti i 'otkačenosti'.
Ida Prester autorica je svih tekstova a istovremeno je, gledajući u cjelini dosadašnjeg opusa, glavni autor glazbe. Kao su-autori glazbe na pojedinim pjesmama pojavljuju se Dalibor Platenik, DJ Ludwig, Zoran Pleško i Lora Šuljić. 
U ocjeni Lollobrigide kritika stoji u potpunom raskoraku, od ocjene o marginalnoj vrijednosti i važnosti pa do mišljenja: '...Lollobrigida is the biggest thing that Croatia gave to the international music scene in the past years...', dok poznati svjetski vodič Time Out posvećen Hrvatskoj svrstava Lollobrigidu, u sekciji Glazba, među 115 najvažnijih ljudi i mjesta suvremene hrvatske kulture

## Nastupi
Od osnutka do danas Lollobrigida je imala mnogobrojne nastupe u Hrvatskoj, Srbiji, Sloveniji, BiH, Austriji, Mađarskoj... Osobito se ističe serija nastupa na novosadskom EXIT festivalu gdje su, sa sedam uzastupnih sudjelovanja od 2004., postali svojevrsni zaštitni znak Elektrana pozornice tog festivala. U pravilu, nastupi na EXIT-u popraćeni su dobrim kritikama. U 2009. VIS Lollobrigida je na EXIT-u po prvi put nastupila na Fusion-pozornici tog festivala. U 2010. sastav Lollobrigida je 10. srpnja nastupio na Main Stageu EXIT festivala.
1. rujna 2009. godine MTV Adria nominirala je sastav Lollobrigida za Best Regional Act Award, zajedno s četiri sastava iz Slovenije, Bosne i Hercegovine, Srbije i Makedonije. Na temelju rezultata glasovanja Internetom, objavljenog 12. listopada 2009. godine, sastav Lollobrigida je pobijedio u natjecanju za nagradu. Osvajanjem Best Regional Act Award MTV Adria-e automatizmom su nominirani i za natjecanje za Best European Act u sklopu MTV Europe Music Awards 2009. Sastavu je nagradu Best Regional Act Award uručio srpski glazbenik Momčilo Bajagić-Bajaga u Berlinu 5. studenog 2009. godine, gdje je Lollobrigida boravila kao gost MTV-a.
Nakona uručenja MTV nagrade Lollobrigida nastupa na brojnim koncertima u Zagrebu, Beogradu, Novom Sadu, Ljubljani, Splitu. Koncerte u Beogradu (18. prosinca 2009. - Dom Omladine) i Ljubljani (15. siječnja 2010. - Kino Šiška) kritika je popratila izrazima oduševljenja.
Tokom 2011. godine sastav Lollobrigida nastupa na brojnim uglednim festivalima u Hrvatskoj (festivali Terraneo,  Hartera i dr.) i susjedstvu. Nakon izostanka u 2011. godini Lollobrigida ponovo, osmi put, nastupa na festivalu EXIT u Novom Sadu. Nastup je održan 13. srpnja 2012. na festivalskoj pozornici Fusionu. U 2012. također su brojni nastupi na festivalima u regiji, poput Mixer i Warrior Dance-Prodigy festivala (Beograd, Srbija), Lent (Maribor, Slovenija) i Schengenfest (Vinica, Slovenija). Posebno se ističe pozvano sudjelovanje na koncertu Tribute to R.E.M 9. rujna 2012. na Kongresnom trgu (Ljubljana, Slovenija) s naručenom vlastitom obradom Shiny Happy People sastava R.E.M. U 2013., uz brojne nastupe u Srbiji, Sloveniji i Hrvatskoj, Lollobrigida ponovo, po 9. put, nastupa na EXIT festivalu. Lollobrigida je nastupila pred brojnom publikom na novoj 'Riffs & Beats' pozornici festivala.

## Diskografija

### Albumi
- Cartoon Explosion (2005.)
- Lollobrigida Inc. (2008.)
- Pilula (2012.)

### Singlovi
- "Party" (2004., poznat i kao "The Party")
- "Nesretan Božić" (2004.)
- "Straight Edge" (2005.)
- "Bubblegum Boy" (2005.)
- "Ružna Djevojka" (2005.)
- "Moj dečko je gay" (2006.)
- "Miss Right and Mr.Wrong" (2008.)
- "Volim te" (2009.)
- "Bivša cura" (2010.)
- "Kompjuter" (2011.)
- "Sex on TV, sex on the radio" (2011.)
- "Malo vremena" (2012.)
- "Ja se resetiram" (2012.)
- "Pilula" (2012.)
- "Stroboskop" (2013.)
- "Reklama" (2013.)

## Vanjske poveznice
- Službene web-stranice sastava  Arhivirana inačica izvorne stranice od 31. srpnja 2016. (Wayback Machine)
- MySpace stranica banda
- Članak na Index-u